# روبرت كونراد
روبرت كونراد فالك (بالإنجليزية: Robert Conrad)‏ (ولد باسم كونراد روبرت فالك؛ 1 مارس 1935) ممثل تلفزيوني وسينمائي ومغني أمريكي.

## روابط خارجية
- روبرت كونراد على موقع IMDb (الإنجليزية)
- روبرت كونراد على موقع ميتاكريتيك (الإنجليزية)
- روبرت كونراد على موقع روتن توميتوز (الإنجليزية)
- روبرت كونراد على موقع ألو سيني (الفرنسية)
- روبرت كونراد على موقع ميوزك برينز (الإنجليزية)
- روبرت كونراد على موقع أول موفي (الإنجليزية)
- روبرت كونراد على موقع قاعدة بيانات الأفلام السويدية (السويدية)
- روبرت كونراد على موقع إن إن دي بي (الإنجليزية)
- روبرت كونراد على موقع قاعدة بيانات الفيلم (الإنجليزية)
- روبرت كونراد على موقع كينوبويسك (الروسية)